# 巴拉加奥恩
巴拉加奥恩（Baragaon），是印度北方邦Jhansi县的一个城镇。总人口8039（2001年）。

## 人口
该地2001年总人口8039人，其中男性4305人，女性3734人；0—6岁人口1281人，其中男682人，女599人；识字率61.85%，其中男性为74.75%，女性为46.97%。